# Menindee
Menindee är en ort i Australien. Den ligger i kommunen Central Darling och delstaten New South Wales, i den sydöstra delen av landet, omkring 830 kilometer väster om delstatshuvudstaden Sydney. Antalet invånare är 632.
Trakten runt Menindee är nära nog obefolkad, med mindre än två invånare per kvadratkilometer.. 
Omgivningarna runt Menindee är i huvudsak ett öppet busklandskap. Genomsnittlig årsnederbörd är 313 millimeter. Den regnigaste månaden är februari, med i genomsnitt 82 mm nederbörd, och den torraste är oktober, med 3 mm nederbörd.